# Burgień
Burgień (ros. Бургень) – wieś w Rosji, w Kraju Zabajkalskim, w rejonie czytyńskim. W 2010 liczyła 692 mieszkańców.